# ماركو بيسيني
ماركو بيسيني (بالإيطالية: Marco Piccinni)‏ هو لاعب كرة قدم إيطالي في مركز الوسط، ولد في 19 أبريل 1987 في باري في إيطاليا. لعب مع نادي باري ونادي بياتشينزا ونادي كييتي كالسيو الرياضي ونادي لوكيزي.